# Jorge Drexler
Jorge Abner Drexler Prada (Montevideo, 21. rujna 1964.), urugvajski glazbenik, glumac i tekstopisac. Po struci je liječnik specijaliziran za otorinolaringologiju. Godine 2004. Drexler je postao prvi Urugvajac koji je dobio Oscara za za najbolju originalnu pjesmu.

## Životopis
Drexler je rođen u Montevideu 21. rujna 1964. godine. Kao i veći dio njegove obitelji, studirao je medicinu i postao otorinolaringolog.  Međutim, ubrzo je shvatio da ga glazba zanima više te je ostavio liječniku karijeru.
Njegov prvi album, La Luz que sabe robar, objavljen je 1992. godini. Prvi album nije polučio toliki uspjeh koliko i njegov drugi album iz 1994. godine - Radar. Prekretnica u njegovoj karijeri se dogodila kada se susreo sa španjolskim izvođačem, skladateljem i pjesnikom Joaquinom Sabinom, koji je bio impresioniran njegovim talent te ga je pozvao da dođe u Španjolsku.
Drexlerova pjesma Al otro lado del Río, koju je napisao za film Diarios de motocicleta, bila je prva pjesma na španjolskom jeziku, koja je dobila nagradu Oscar (2004.). 
Godine 2006. godini izdaje album 12 segundos de oscuridad, kojeg je Španjolska akademije znanosti i umjetnosti proglasila najboljim albumom godine. Nakon objavljivanja, Jorge odlazi na turneju po gradovima Španjolske, SAD-a i Latinske Amerike. U travnju 2008. godine, objavljen je prvi dvostruki album s nastupima uživo na turneji Cara B, snimljen u studenom 2007. godine. 2010. izlazi novi album Amar la trama. Njegov zadnji album Bailar en la Cueva objavljen je 2014. godine.